# Hammarö distrikt
Hammarö distrikt är det enda distriktet i Hammarö kommun i Värmlands län. Distriktet ligger omkring Skoghall i södra Värmland, vid Vänern. 

## Tidigare administrativ tillhörighet
Distriktet inrättades 2016 och utgörs av området som Hammarö köping omfattade till 1971 och som före 1950 utgjorde Hammarö socken.
Området motsvarar den omfattning Hammarö församling hade 1999/2000. Distriktets omfattning är identiskt med kommunens bortsett från gränsjusteringar som skett efter 2000.

## Tätorter och småorter
I Hammarö distrikt finns fyra tätorter och fem småorter.

### Tätorter
- Skoghall
- Rud
- Tye
- Vidöåsen

### Småorter
- Lindenäs
- Stora Skagene och Svenshult
- Vidön
- Västra Skagene
- Östanås

### Övriga orter
- Holken
- Lövnäs
- Toverud